# Hans Joachim Berthold
Hans Joachim Berthold (* 9. Mai 1923; auch Hans-Joachim Berthold; † 22. April 2022) war ein deutscher Chemiker und Hochschullehrer.

## Leben
Hans Joachim Berthold promovierte am 5. August 1952 an der Universität Köln mit einer Arbeit Über die Sulfide von Natrium und Kalium.
Mit Datum zum 18. November 1960 habilitierte Berthold an der Naturwissenschaftlichen Fakultät der Universität Mainz zum Thema Die Struktur des Perchlordimethyltrisulfids.
Von 1966 bis 1970 wirkte Berthold als Außerplanmäßiger Professor an der Naturwissenschaftlichen Fakultät der Universität Mainz.
1970 wurde Berthold als ordentlicher Professor nach Hannover an die damalige Technische Universität berufen, wo er bis 1991, zuletzt als Direktor am Institut für Anorganische Chemie, wirkte. 1977 war er zum Dekan für die Fakultät Naturwissenschaften und Mathematik gewählt worden.

## Schriften (Auswahl)
- Die Kristallstruktur des Perchlordimethyltrisulfids. Mit 11 Abbildungen im Text, zugleich Habilitationsschrift an der Naturwissenschaftlichen Fakultät Mainz vom 18. November 1960, in: Zeitschrift für Kristallographie, Bd. 116. 1961, Heft 3–6, S. 290–313
- Hans Joachim Berthold, Michael Binnewies: Chemisches Grundpraktikum, Weinheim; New York; Basel; Cambridge; Tokyo: VCH, 1995, ISBN 978-3-527-29341-4 und ISBN 3-527-29341-8